# Влад-Цепеш (Келераш)
Влад-Цепеш (рум. Vlad Țepeș) — село у повіті Келераш в Румунії. Входить до складу комуни Влад-Цепеш.
Село розташоване на відстані 80 км на схід від Бухареста, 24 км на північний захід від Келераші, 124 км на захід від Констанци, 141 км на південний захід від Галаца.

## Населення
За даними перепису населення 2002 року у селі проживали 1663 особи, з них 1660 осіб (99,8%) румунів. Рідною мовою 1660 осіб (99,8%) назвали румунську.